# 索爾蒂洛 (密西西比州)
索爾蒂洛（英語：Saltillo）是位於美國密西西比州李縣的城市。

## 人口
根據2020年美國人口普查的數據，索爾蒂洛的面積為21.26平方千米，當中陸地面積為21.20平方千米，而水域面積為0.05平方千米。當地共有人口4922人，而人口密度為每平方千米232人。